# Intendencia de Caracas
La intendencia de Caracas fue una entidad territorial integrante del Imperio español, que englobó todo el territorio de la Capitanía General de Venezuela creada un año después. Aunque su nombre oficial fue el de Provincia de Caracas o de Venezuela, no debe confundirse con el territorio mucho más reducido denominado de igual forma antes de la creación de la intendencia por la aplicación de las reformas borbónicas, pues la intendencia se creó sobre él y sobre las provincias de Cumaná, Guayana y Maracaibo e islas de Trinidad y Margarita.

## Historia
La intendencia fue creada por la Real Cédula de Intendencia del Ejército y Real Hacienda del 8 de diciembre de 1776 por el rey Carlos III. 

El Rey. Habiendo manifestado la experiencia, las ventajas que ha conseguido mi Real Hacienda en la mejor Administración de las Rentas y la Tropa en la seguridad de su subsistencia, con el establecimiento de las Intendencias en mis Reinos de Castilla, y lo mismo con la que últimamente mandé a establecer en la Isla de Cuba, que ha producido los más favorables efectos: He considerado que pueden conseguirse iguales o mayores beneficios en las Provincias de Venezuela, Cumaná, Guayana y Maracaibo e Islas de Trinidad y Margarita estableciendo en ellas el propio método. Con este fin y el de fomentar las Poblaciones, Agricultura y Comercio, he resuelto crear para las citadas Provincias e Islas un Intendente con residencia en la ciudad de Santiago de León de Caracas, capital de la de Venezuela, que conozca de las dos clases de Hacienda y Guerra y demás que quedan expresadas, en la misma conformidad que lo hacen en Castilla los Intendentes de Ejército; y siendo forzoso variar en algunos puntos las reglas que aquí se observan por no ser adaptables al sistema y gobierno de aquellos países, se arreglará el Intendente que he tenido por conveniente nombrar, a los capítulos e instrucciones que siguen: (...)

La Provincia de Maracaibo fue separada del Virreinato de Nueva Granada e incorporada a la intendencia: 

El Intendente ha de tener privativo conocimiento en todas las rentas, ramos o derechos, que en cualquiera modo o forma pertenezcan a mi Real Hacienda, con todo lo incidente y dependiente y anejo a ella, ya sean gobernados por administración o ya estén en arrendamiento o en otra disposición, quedando por el mismo hecho inhibido y separado del conocimiento de todos los asuntos de Real Hacienda, y sus incidencias, el Gobernador de Caracas y los demás Gobernadores de Cumaná, Guayana, Trinidad, Margarita y Maracaibo; y por lo que toca a esta última Provincia lo que dará también el Virrey de Santa Fe, a cuyo Virreinato se halla incorporada, pues por la presente provincia, la separo del todo en esta parte, y ha de quedar como es mi real voluntad, quede sujeta (...)

El 8 de septiembre de 1777 se expidió por orden del rey Carlos III la Real cédula de creación de la Capitanía General de Venezuela, agregándole las provincias circunvecinas a su jurisdicción "en lo gubernativo y militar" y ordenando a los gobernadores de dichas provincias que "obedezcan" al capitán general y "cumplan sus órdenes". Las provincias de Cumaná, Maracaibo, Guayana, Trinidad y Margarita son separadas del virreinato de Nueva Granada en lo gubernativo y militar y unidas con la de Venezuela. Además, las de Maracaibo y Guayana pasan de la jurisdicción de la Audiencia de Bogotá a la de Santo Domingo, a la cual ya pertenecen las otras.
En 1786 fue creada la Real Audiencia de Caracas con las provincias de Margarita, Venezuela, Nueva Andalucía, Trinidad, Guayana, La Grita-Mérida-Maracaibo y Barinas.
Por real orden del 13 de agosto de 1790, se ordenó segregar de la provincia de Ríohacha el establecimiento de Sinamaica y agregarlo a la provincia de Maracaibo en la Capitanía General de Venezuela. El 1º de agosto de 1792 se llevó a cabo la transferencia.
El 19 de abril de 1810 un cabildo abierto en Caracas destituyó al Capitán General Vicente Emparan, constituyendo una junta Gubernativa que desconoció a las cortes de Cádiz, desapareciendo la Intendencia de Caracas. La independencia fue proclamada el 5 de julio de 1811. En 1812 los realistas recuperan Venezuela y se mantienen en ella hasta el 24 de julio de 1823.